# Lucy Boynton

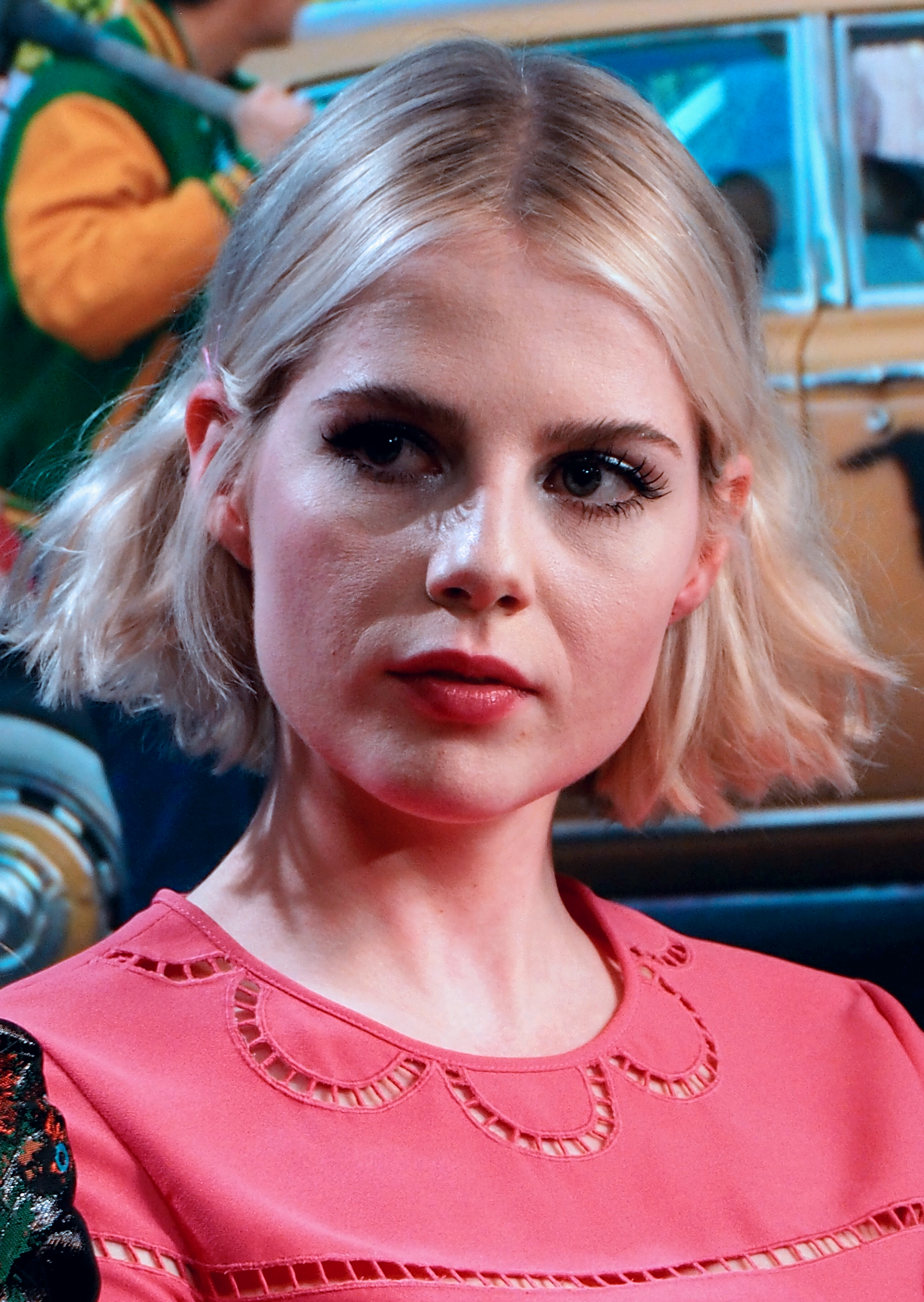
Lucy Boynton (2019)

Lucy Boynton (ur. 17 stycznia 1994 w Nowym Jorku) – brytyjska aktorka filmowa i telewizyjna. Zadebiutowała w filmie Miss Potter, wystąpiła też m.in. w filmach: Młodzi przebojowi (2016), Morderstwo w Orient Expressie (2017) oraz w filmowej biografii rockowego zespołu Queen pt. Bohemian Rhapsody (2018), w roli Mary Austin, dziewczyny Freddiego Mercury'ego.

## Życie prywatne
Aktorka od 2018 roku spotyka się z Ramim Malekiem.

## Filmografia

### Filmy
| Rok  | Tytuł                                         | Rola                    | Uwagi                |
| ---- | --------------------------------------------- | ----------------------- | -------------------- |
| 2006 | Miss Potter                                   | młoda Beatrix Potter    | debiut filmowy       |
| 2007 | Zaczarowane baletki                           | Posy Fossil             | film telewizyjny     |
| 2010 | Mo                                            | Henrietta Norton        | film telewizyjny     |
| 2013 | Copperhead                                    | Esther Hagadorn         |                      |
| 2013 | Hymn to Pan                                   | Holliday                | film krótkometrażowy |
| 2015 | Zło we mnie                                   | Rose                    |                      |
| 2016 | Lock In                                       | Lucy                    | film krótkometrażowy |
| 2016 | Młodzi przebojowi                             | Raphina                 |                      |
| 2016 | I Am the Pretty Thing That Lives in the House | Polly Parsons           |                      |
| 2016 | Baba Jaga                                     | Chloe                   |                      |
| 2017 | Rebel in the Rye                              | Claire Douglas          |                      |
| 2017 | Let Me Go                                     | Emily                   |                      |
| 2017 | Morderstwo w Orient Expressie                 | Hrabina Helena Andrenyi |                      |
| 2018 | Apostoł                                       | Andrea Howe             |                      |
| 2018 | Bohemian Rhapsody                             | Mary Austin             |                      |
| 2021 | Skazani na siebie                             | Charlotte               |                      |
| 2022 | Chevalier                                     | Maria Antonina          |                      |
| 2022 | Bielmo                                        | Lea Marquis             |                      |

### Seriale
| Rok        | Tytuł                           | Rola              | Notes              |
| ---------- | ------------------------------- | ----------------- | ------------------ |
| 2008       | Rozważna i romantyczna          | Margaret Dashwood | miniserial         |
| 2011       | Lewis                           | Zoe Suskin        | 1 odcinek          |
| 2011, 2014 | Prawdziwa historia rodu Borgiów | Sister Lucia      | 2 odcinki          |
| 2014       | Endeavour                       | Petra Briers      | 1 odcinek          |
| 2014       | Law & Order: UK                 | Georgia Hutton    | 1 odcinek          |
| 2015       | Life in Squares                 | Angelica Bell     | miniserial         |
| 2017       | Gypsy                           | Allison Adams     | 10 odc.            |
| 2019-2020  | Wybory Paytona Hobarta          | Astrid Sloan      | w gł. obsadzie     |
| 2022       | The Ipcress File                | Jean Courtney     | miniserial, 6 odc. |
| 2022       | Why Didn't They Ask Evans?      | Frankie Derwent   | miniserial, 3 odc. |